# Pentti Kumpulainen
Pentti Kumpulainen, född 21 februari 1949 i Riistavesi, är en finländsk sångare. Sedan 1977 har Kumpulainen gjort 180 skivinspelningar. Åren 1975-80 var Kumpulainen bosatt i Sverige och det var under den tiden skivinspelningarna började. Han var vid tiden anställd vid Volvo och arbetade med sång om helgerna. Efter att ha återkommit till Finland har Kumpulainen turnerat på heltid. Kumpulainen är bosatt i närheten av Uleåborg och har tidigare bott i bland annat Riihimäki, Göteborg och Forssa.